# Galerix
Galerix — рід викопних ссавців родини їжакових (Erinaceidae), що існував з олігоцену по пліоцен.

## Поширення
Скам'янілі рештки представників роду знайдені в Європі, Азії та Африці.

## Види
- Galerix aurelianensis
- Galerix exilis
- Galerix kostakii
- Galerix remmerti
- Galerix rutlandae
- Galerix saratji
- Galerix stehlini
- Galerix symeonidisi
- Galerix uenayae